# Sakya

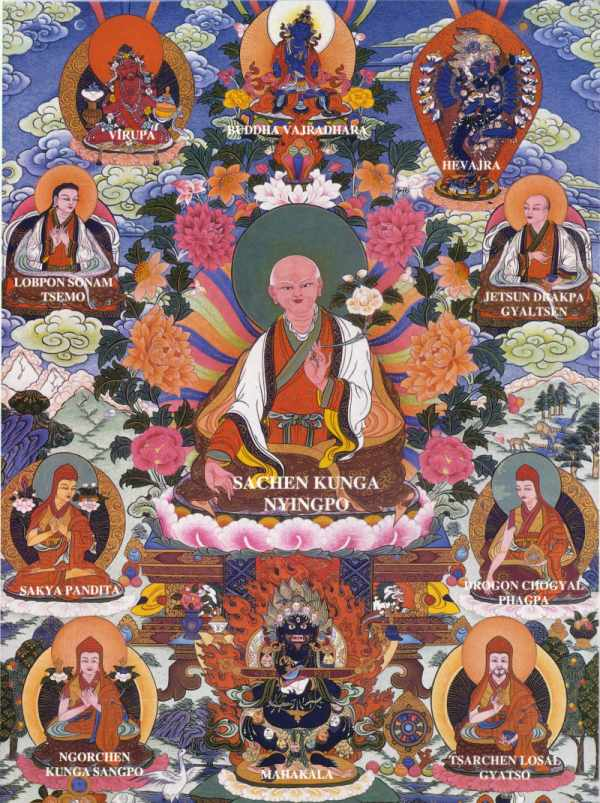
Arbre del llinatge Sakya

Sakya (en tibetà: ས་སྐྱ་, Wylie: sa skya, "terra pàl·lida") és una de les quatre grans escoles del Budisme tibetà. Les altres són les escoles Nyingma, Kagyu i Gelug. És una de les escoles que té capells vermells, juntament amb la Nyingma i la Kagyu.

## Orígens

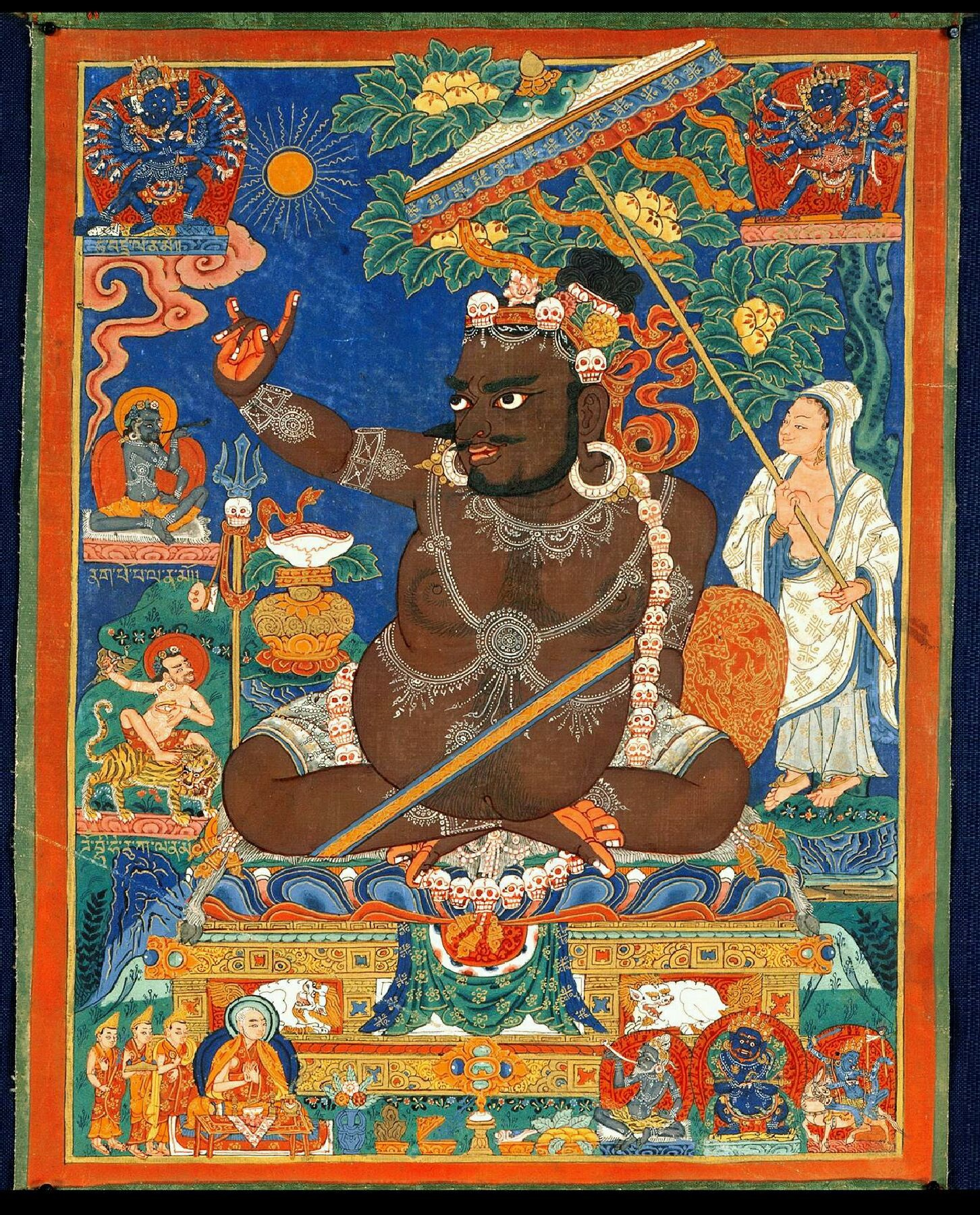
Virūpa, segle XVI. Representa un episodi famós de la seva hagiografia quan va aturar el sol al cel.

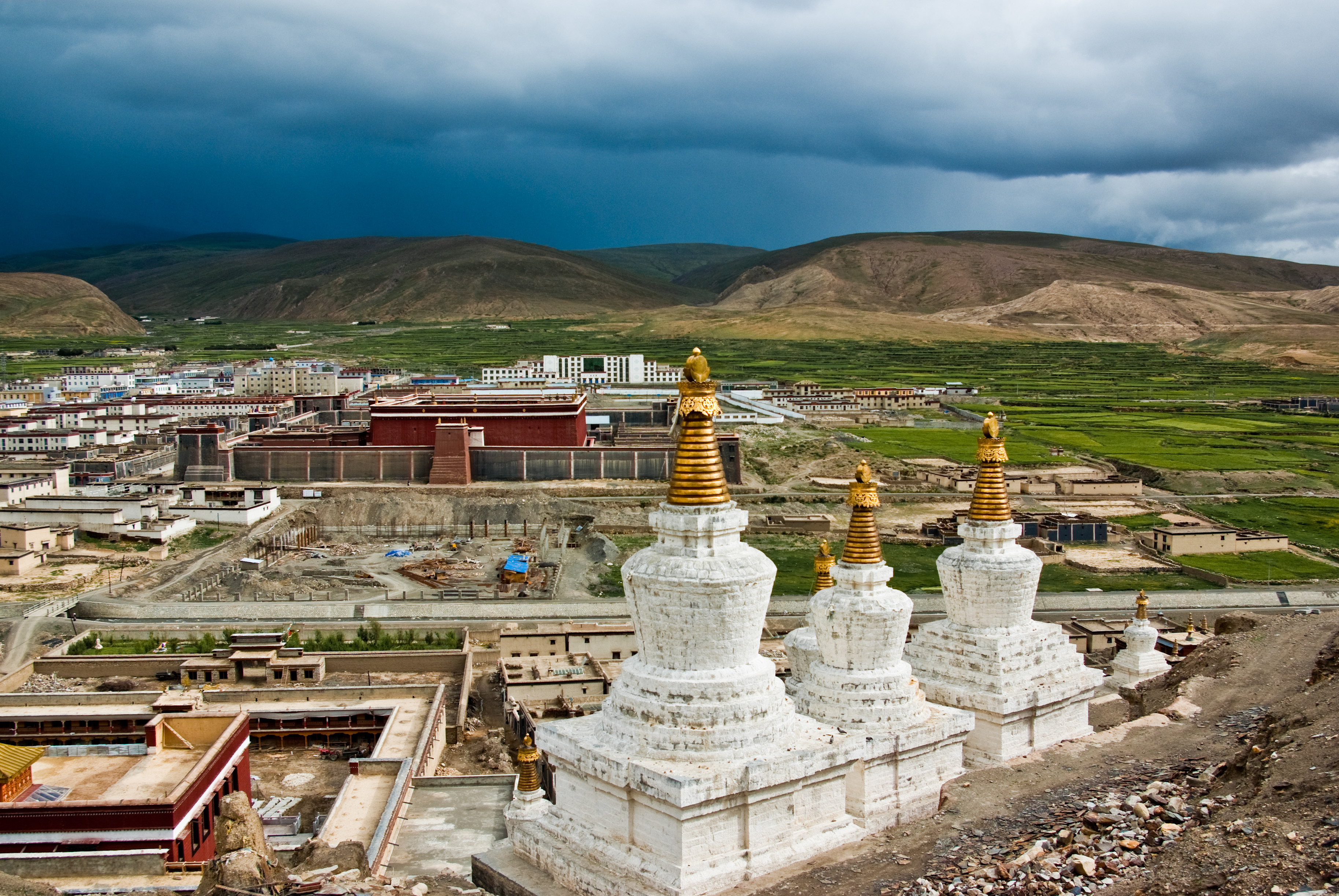
Monestir de Sakya

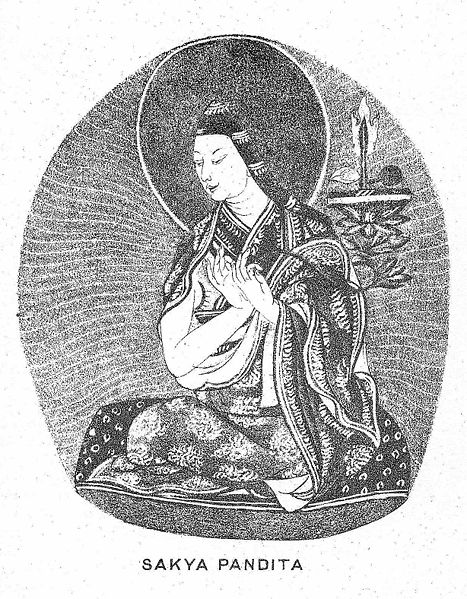
Sakya Pandita

El nom Sakya ("terra pàl·lida") deriva del paisatge gris únic dels turons de Ponpori al sud del Tibet, a prop de Shigatse, on Khon Konchog Gyalpo va construir el monestir de Sakya, el primer monestir d'aquesta tradició, i la seu de l'escola Sakya el 1073.
La tradició Sakya es va desenvolupar durant el segon període de traducció de les escriptures budistes del sànscrit al tibetà a finals del segle xi. Va ser fundada per Drogmi, un famós erudit i traductor que havia estudiat al Vikramashila directament amb Naropa, Ratnākaraśānti, Vagishvakirti i altres grans panditas de l'Índia durant dotze anys.
Khon Konchog Gyalpo es va convertir en deixeble de Drogmi per consell del seu germà gran.
La tradició va ser establerta pels "Cinc Venerables Mestres Suprems" començant pel net de Khonchog Gyalpo, Sachen Kunga Nyingpo, que es va fer conegut com a Sachen, o "Gran Sakyapa":
- Sachen Kunga Nyingpo (1092–1158)
- Sonam Tsemo (1142–1182)
- Jetsun Dragpa Gyaltsen (1147–1216)
- Sakya Pandita (1182–1251)
- Drogön Chögyal Phagpa (1235–1280)

Buton Rinchen Drub (1290–1364) va ser un important erudit i escriptor i un dels historiadors més famosos del Tibet. Altres erudits notables de la tradició Sakya són els anomenats "Sis ornaments del Tibet":
- Yaktuk Sangyey Pal
- Ronton (1367–1449)[7]
- Ngorchen Kunga Zangpo[8]
- Zongpa Kunga Namgyel
- Gorampa (1429–1489)
- Sakya Chokden (1428–1507)

El lideratge de l'escola Sakya es transmet a través d'un sistema hereditari entre els membres masculins de la branca Sakya de la família Khon.

## Ensenyaments
Sachen, el primer dels cinc mestres suprems, va heretar una gran quantitat de doctrines tàntriques de nombrosos traductors tibetans que havien visitat l'Índia: els més importants eren Drokmi Lotsawa, Bari Lotsawa i Mal Lotsawa. De Drokmi ve l'ensenyament suprem de Sakya, el sistema de Lamdre "Camí i el seu fruit" derivat del mahasiddha Virūpa basat en el tantra Hevajra. Mal Lotsawa va presentar a Sakya el llinatge esotèric Vajrayogini conegut com a "Naro Khachoma". De Bari Lotsawa van sorgir innombrables pràctiques tàntriques, la principal de les quals va ser el cicle de pràctiques conegut com les Cent Sadhanes. Altres transmissions clau que formen part del currículum espiritual de Sakya inclouen els cicles de tantres Vajrakilaya, Mahākāla i Guhyasamāja.
El quart patriarca Sakya, Sakya Pandita, va compondre molts textos importants i influents sobre sutres i tantra, incloent "Mitjans per la cognició vàlida: un tresor de raonament", "Clarificant la intenció del savi" i "Discriminant els tres vots".
El principal sistema de Dharma de l'escola Sakya és el "Camí amb el seu resultat", que es divideix en dos llinatges principals: "Explicació per l'assemblea" i "Explicació per als deixebles propers".
L'altre sistema principal de l'escola Sakya és l'"Explicació Naropa per als deixebles".

## Subescoles
Al seu moment, van sorgir dues subsectes del llinatge principal Sakya,
- Ngor, fundada a Tsang per Ngorchen Kunga Zangpo (1382–1457).[11] L'escola de Ngor es centra al monestir de Ngor Evam Choden. Representa el 85% de l'escola Sakyapa i la majoria, si no tots, els monestirs de l'Índia són Ngorpa, a part del monestir de Sakya Trizin.
- Tshar, fundada pel Tsarchen Losal Gyamtso (1496 - 1560 o 1502–1556).[12]

Hi havia tres monestirs "mare" de l'escola Sakya: el monestir de Sakya, fundat el 1073, Ngor Evam Choden, fundat el 1429, i Phanyul Nalendra a Phanyul, al nord de Lhasa, fundat el 1435 per Kuntchen Rongten. Nalendra es va convertir en la llar del "llinatge xiuxiuejat" de l'escola tsar.

## Senyoria feudal sobre el Tibet

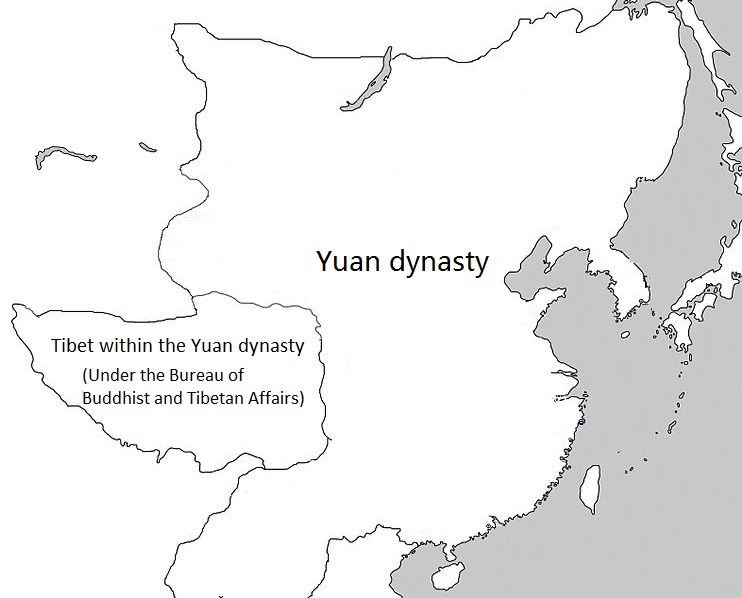
El Tibet dins de la dinastia Yuan sota el departament de primer nivell conegut com l'Oficina d'Afers Budistes i Tibet (Xuanzheng Yuan).

La conquesta mongol del Tibet va començar després de la fundació de l'Imperi Mongol a principis del segle xiii. El 1264, el regnat feudal sobre el Tibet va ser donat a Drogön Chögyal Phagpa per Kublai Khan, fundador de la dinastia Yuan. Els lames Sakya, juntament amb els Preceptors Imperials Sakya i els dpon-chens van continuar servint com a virrei o administradors del Tibet en nom dels emperadors Yuan durant gairebé 75 anys després de la mort de Phagpa el 1280, fins que la dinastia Yuan es va veure molt afeblida per la Rebel·lió del Turbant Vermell el 1350, una dècada abans que la dinastia Ming fundada pels xinesos Han enderroqués el domini mongol a la Xina.
Els líders del règim de Sakya eren els següents.
- Drogön Chögyal Phagpa 1253-1280
- Dharmapala Raksita 1280-1282, d. 1287
- Jamyang Rinchen Gyaltsen 1286-1303
- Zangpo Pal 1306-1323
- Khatsun Namkha Lekpa Gyaltsen 1325-1341
- Jamyang Donyo Gyaltsen 1341-1344
- Lama Dampa Sonam Gyaltsen 1344-1347
- Lotro Gyaltsen 1347-1365

## Sakya avui
El cap de l'escola Sakya, conegut com a Sakya Trizin ("titular del tron Sakya"), sempre prové de la línia masculina de la família Khön. L'actual Sakya Trizin, Ngawang Kunga Tegchen Palbar Trinley Samphel Wanggi Gyalpo, nascut a Tsedong el 1945, és el quaranta-un a ocupar aquest càrrec. Es creu que el 41è Sakya Trizin és la reencarnació de dos grans mestres tibetans: un lama Nyingma conegut com a Apong Terton (Orgyen Thrinley Lingpa), famós pel seu cicle Tara vermella, i el seu avi, el 39è Kyabgon Sakya Trizin Dhagtshul Thrinley Rinchen (1871–1936). Avui resideix a Rajpur, Índia, juntament amb la seva dona, Gyalyum Kushok Tashi Lhakyi, i dos fills Ratna Vajra Rinpoche i Gyana Vajra Rinpoche. Ratna Vajra Rinpoche, el fill gran, és el titular del llinatge. Està casat amb Dagmo Kalden Dunkyi Sakya i Gyana Vajra Rinpoche està casat amb Dagmo Sonam Palkyi Sakya.
Tradicionalment, la successió hereditària ha alternat entre els dos palaus Sakya, des del regnat de Khon Könchok Gyelpo (1034–1102). La subdinastia Ducho de Sakya sobreviu dividida en dos palaus, el Dolma Phodrang i Phuntsok Phodrang. Sakya Trizin és el cap del Dolma Phodrang. Jigdal Dagchen Sakya (1929–2016) va ser el cap del Phuntsok Phodrang i va viure a Seattle, Washington, on va cofundar el monestir Sakya del budisme tibetà amb Dezhung Rinpoche III i va construir el primer monestir budista tibetà als Estats Units. El pare de Dagchen Sakya era l'anterior Sakya Trizin, Trichen Ngawang Thutop Wangchuk, titular del tron de Sakya, i la seva mare Dechen Drolma. Dagchen Sakya estava casada amb Dagmo Jamyang Kusho Sakya; tenen cinc fills, cinc néts i tres besnéts.

## El moviment Rimé
Després d'haver vist com l'escola Gelug van arraconar les altres tradicions, Jamyang Khyentse Wangpo i Jamgön Kongtrül van recopilar els ensenyaments dels Sakya, Kagyu i Nyingma, incloent molts ensenyaments gairebé extingits. Sense la col·lecció i impressió d'obres rares de Khyentse i Kongtrul, la supressió del budisme per part dels comunistes hauria estat molt més definitiva.